# Royaume d'Essex
Pour les articles homonymes, voir Essex (homonymie).
527 ? – 825
Entités suivantes :
- Wessex

Le royaume d'Essex ou royaume des Saxons de l'Est est un royaume anglo-saxon. Compris entre la Stour au nord et la Tamise au sud, il correspond à l'actuel comté d'Essex, mais s'étend également sur le Middlesex avec la ville de Londres et une partie du Surrey, et il domine brièvement une partie du Kent à son apogée. Néanmoins, durant la majeure partie de son existence, le royaume est plutôt soumis à ses voisins plus puissants, qu'il s'agisse du Kent, de l'Est-Anglie ou de la Mercie. Il disparaît en 825, lorsque le Sud-Est de l'Angleterre se soumet à Ecgberht de Wessex.

## Histoire

### Origines
Les origines exactes du royaume des Saxons de l'Est sont inconnues, comme celles des autres royaumes anglo-saxons. Dans leurs généalogies, ses souverains se présentent comme des descendants du dieu Seaxneat, contrairement aux autres lignées royales, qui font remonter leurs origines au dieu Woden. D'après les historiens anglo-normands, le premier roi d'Essex est soit Æscwine, soit son fils Sledd, qui auraient vécu dans la deuxième moitié du VIe siècle. Bède le Vénérable ne mentionne aucun roi des Saxons de l'Est avant Sæberht, le fils de Sledda, en 604.

### Conversion au christianisme
Sæberht se convertit au christianisme en 604 sous l'influence de son oncle, le roi du Kent Æthelberht. Mellitus, membre de la mission grégorienne envoyée en Angleterre pour convertir les Anglo-Saxons, devient le premier évêque de Londres, où une cathédrale est fondée. Après la mort de Sæberht, ses trois fils chassent les missionnaires chrétiens de leur royaume et le ramènent au paganisme. Il est probable que cette réaction soit également dirigée en partie contre la domination kentique. L'Essex n'est définitivement christianisé qu'à partir des années 650 et du règne de Sigeberht Sanctus. Lors d'une brève période d'apostasie, vers 664, le roi Wulfhere de Mercie envoie son évêque Jaruman reconvertir le royaume.
Cette période est également marquée par de fréquentes tensions avec les Saxons de l'Ouest concernant la province du Surrey.

### Sous domination mercienne
L'Essex conserve son indépendance au VIIIe siècle, mais sous forte domination mercienne. Les rois de Mercie Æthelbald et Offa considèrent la ville de Londres comme une dépendance de leur royaume, où ils frappent monnaie. Cette domination prend fin en 825, avec la victoire d'Ecgberht de Wessex à la bataille d'Ellendun. Le roi Sigered est chassé par Ecgberht après cette bataille, et l'Essex entre dans l'orbite du Wessex, comme les autres royaumes du sud-est de l'Angleterre.